# Романешти (Валча)
Романешти (рум. Românești) насеље је у Румунији у округу Валча у општини Рошииле. Oпштина се налази на надморској висини од 310 m.

## Становништво
Према подацима из 2002. године у насељу је живело 812 становника, од којих су сви румунске националности.